# مفتول

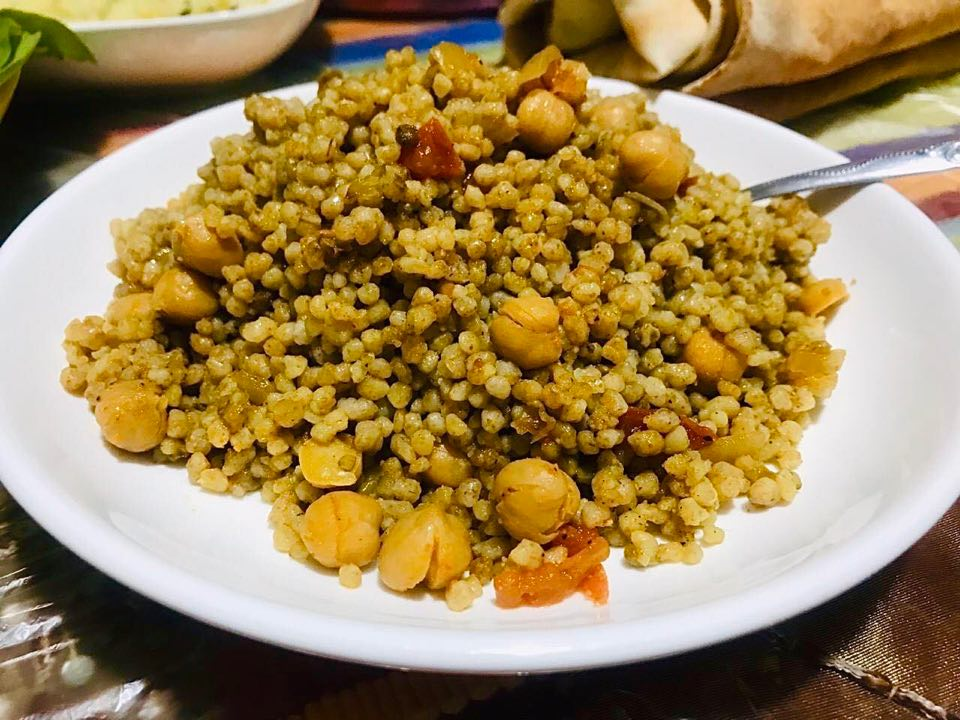
صحن مفتول

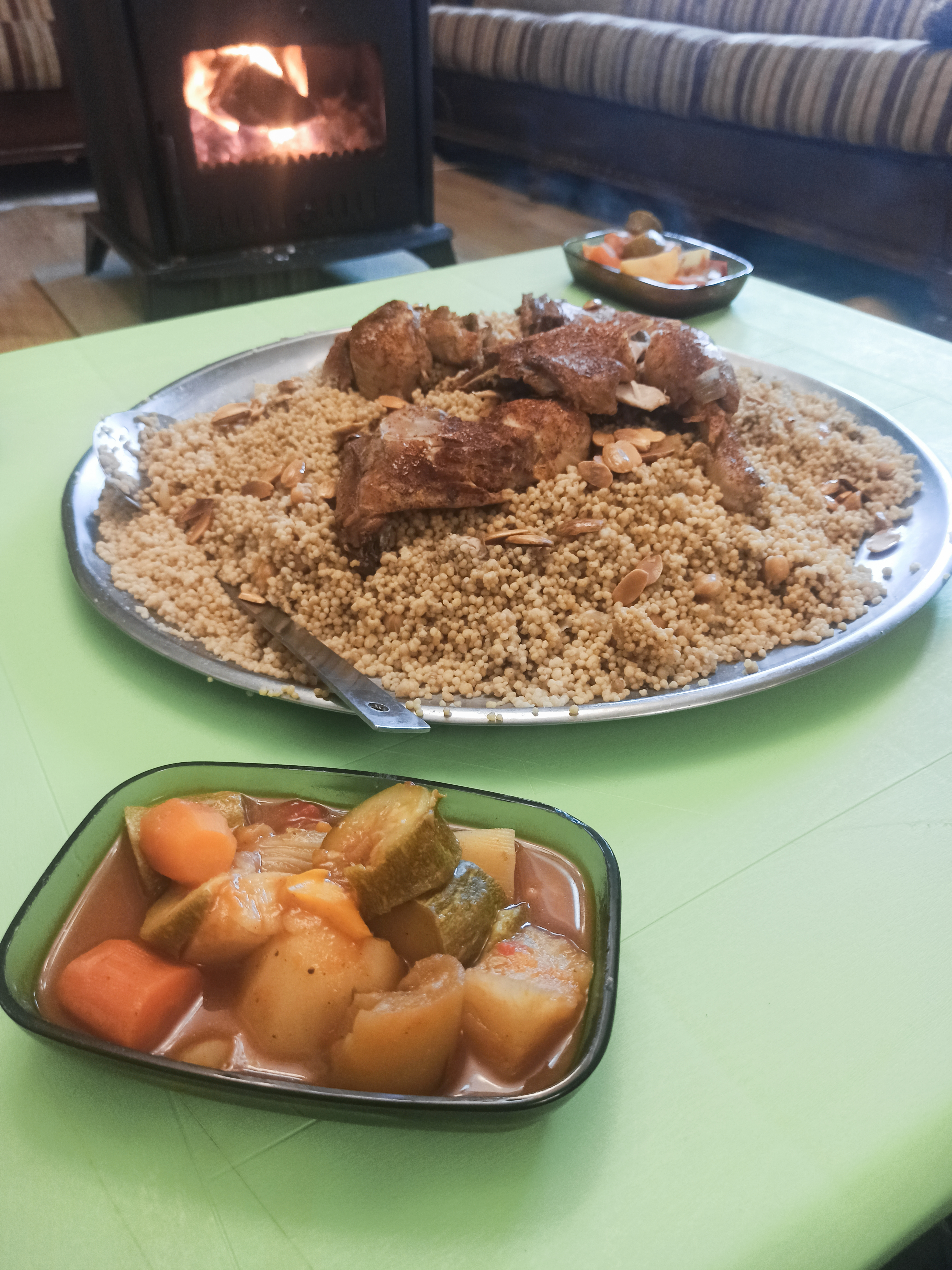
طبق المفتول الفلسطيني المُزين باللوز المقلي إضافة إلى يخني الخضار

المفتول أو المغربية (Maftool-Maghribiyia)، هو أحد الأطباق الشامية الشعبيّة يتكوّن من حبيبات أو كرات المفتول الصغيرة التي يحضّر من البرغل، الدقيق الأبيض والأسمر التي تعدّ يدويّاً في المنزل، أو تشترى جاهزة. يسمى في بعض المناطق بالمفتول، نسبة إلى تدوير كرات البرغل والدقيق، وفي البعض بالمغربية، إشارةً إلى ارتباط بالأصل المغاربي (الكسكس).
ويقدم عادةً في الأعياد والمناسبات، وتختلف بعض المكوّنات في تحضيره بحسب المناطق المختلفة ولكنه غالباً ما يقدم مع الدجاج وأحيانا اللحم، والخضروات التي تختلف حسب المنطقة، وتشمل في العادة اليقطين، البصل، الطماطم، الجزر، الحمص التي تطبع في مرق اللحم وتضاف طبعا بهارات عين الجرادة والبصل وزيت الزيتون والملح والكمون لتضفي النكهة الخاصة التي يتميز بها المفتول.
يختلف صنعه من بلد إلى آخر ففي فلسطين والأردن تجد هذا الطبق يضاف له أحيانا الطماطم المعصوره وأحيانا الطماطم المقشرة والمقطعة. بعد فتل المفتول وتكوينه يتم «تهبيله» أي طبخه على بخار الماء المغلي ومن الممكن حفظه في المجمدة إلى لحين استخدامه.

## أكلات مشابهة
- طبق الكسكس
- أتشيني دي بيبيه (باستا دقيقة إيطالية)
- بتيتيم (أرزّ/مفتول صناعي إسرائيلي من عجين معكرونة محمّص)

## روابط خارجية
- يوم جديد من القدس - من الأكلات الفلسطينية المفتول على يوتيوب من إنتاج التلفزيون الأردني